# 布尼洛尔
布尼洛尔（也译为布诺洛尔）是一种有机化合物，化学式为C14H20N2O2，可作为β受体阻滞剂。

## 合成
它可以2-羟基苯甲腈为原料反应制得。